# Љубомир Дурковић Јакшић
Љубомир Дурковић Јакшић (Врела, 12. децембар 1907 — Београд, 16. март 1997) био је српски богослов и историчар. Бавио се проучавањем књижевне, културне, црквене, правне и политичке историје српског народа, са посебним тежиштем на проучавању нововјековне и савремене историје Црне Горе, од почетка 18. до средине 20. вијека. Био је један од најбољих познавалаца лика и дјела владике Петра II Петровића Његоша, о коме је објавио неколико капиталних радова, а такође је био и један од највећих стручњака за историју Српске православне цркве у Црној Гори, остваривши значајан научни допринос у области проучавања историје Црногорско-приморске митрополије. Посебну област његовог истраживачког рада представљало је проучавање српско-пољских односа у 18. и 19. вијеку.

## Биографија
Рођен је у селу Врела код Жабљака, у области Старе Херцеговине, на подручју тадашње Књажевинe Црне Горе. Основно образовање стекао је у завичају, а потом је завршио нижу гимназију у Пљевљима и богословију на Цетињу (1930). Високо образовање стекао је у Београду, где је студирао на Теолошком факултету, а потом је на Филозофском факултету стекао докторат у области историјских наука (1937). Додатно образовање из области канонског права стекао је на Правном факултету у Варшави. По повратку у отаџбину, био је управник Патријаршијске библиотеке у Београду (1940—1947), а затим је као доцент предавао историју Српске православне цркве на Православном богословском факултету у Београду (1947—1954). Затим је прешао у Универзитетску библиотеку, где је остао до одласка у пензију 1977. године.

## Важнији радови
- Дурковић-Јакшић, Љубомир (1951). Србијанска штампа о Његошу и Црној Гори (1833—1851). Београд: Научна књига.
- Дурковић-Јакшић, Љубомир (1951). Библиографија о Његошу. Београд: Просвета.
- Дурковић-Јакшић, Љубомир (1952). „Тршћански Срби и словенска стремљења у Трсту 1848-1850”. Историски гласник. 5 (1-4): 87—120.
- Дурковић-Јакшић, Љубомир (1957). Србијанско-црногорска сарадња (1830—1851). Београд: Научно дело.
- Дурковић-Јакшић, Љубомир (1963). Енглези о Његошу и Црној Гори. Титоград: Графички завод.
- Дурковић-Јакшић, Љубомир (1963). Историја српских библиотека (1801-1850). Београд: Завод за издавање уџбеника.
- Дурковић-Јакшић, Љубомир (1971). Југословенско-пољска сарадња 1772-1840. Нови Сад: Матица српска.
- Дурковић-Јакшић, Љубомир (1971). Његош и Ловћен. Београд: Православље.
- Дурковић-Јакшић, Љубомир (1978). Платон Јовановић, епископ бањалучки (1874-1941). Еџворт: Српска православна епархија источно-америчка и канадска.
- Дурковић-Јакшић, Љубомир (1979). Југословенско књижарство 1918-1941. Београд: Народна књига.
- Дурковић-Јакшић, Љубомир (1980). Епископ ужички Никифор и млади Његош. Краљево: Епархијски управни одбор Православне епархије жичке.
- Дурковић-Јакшић, Љубомир (1987). Мицкјевич и Југословени. Нови Сад: Матица српска.
- Дурковић-Јакшић, Љубомир (1990). Србија и Ватикан 1804-1918. Краљево: Српска православна епархија жичка.
- Дурковић-Јакшић, Љубомир (1991). Митрополија црногорска никада није била аутокефална. Београд-Цетиње: Свети архијерејски синод Српске православне цркве, Митрополија црногорско-приморска.